# Svenska Brukarföreningen
Svenska Brukarföreningen (SBF) var en ideell organisation som stöttade narkotikaanvändare av lagliga och/eller illegala preparat och de som hade eller ville ha underhållsbehandling för sitt problematiska bruk eller ville ha behandling med amfetaminliknande preparat. 2017 gick föreningen i konkurs. Lokala brukarföreningar finns dock kvar, såsom Brukarföreningen Stockholm och Brukarföreningen Linköping.
SBF var preparatoberoende i sin hållning. Föreningen ansåg att samhällets lagar, förordningar, den politiska ideologin och narkotikapolitiken i stort skapar de flesta skadorna på narkotikaanvändare. Föreningen startades i oktober 2002 av Berne Stålenkrantz och ett antal personer med anknytning till metadonprogrammet, efter självupplevda erfarenheter från den svenska beroendevården.
Föreningen hade 2014 cirka 2 000 medlemmar och hade lokalavdelningar i bland annat Stockholm, Göteborg, Halmstad, Dalarna Linköping, Hudiksvall, Uppsala, Skåne, Umeå, Örebro, Sundsvall och Skellefteå. SBF hade också en anhörigförening (SBF:s Anhöriga) samt en vänförening (SBF:s Vänner), den sistnämnda var för akademiker, forskare, politiker, journalister och andra som ville stödja SBF:s kamp för skadereduktion, empowerment (egenmakt) samt att narkotikapolitiken ska handla om smuggling, langning och klassificering av preparat fri från hälso- och vårdfrågor som ska avgöras av sjukvården. Svenska Brukarföreningen arbetade sedan starten efter tesen att samhället ska skilja på prevention, kamp mot brottslighet och hälsovårdande insatser.
Föreningen drev ett antal projekt: 
- LIVER OR DIE - INGEN LEVER UTAN LEVER! Ett projekt ämnat att öka brukarnas, samhällets, medias, socialtjänst och kriminalvårdens kunskap om hepatit C. Den låga kunskapen om faran med Hepatit C bland deras medlemmar ledde till att det 2014 fanns cirka 50 000 människor i Sverige med sjukdomen, varav de flesta fick det via droger. År 2014 dog fler av hepatit C än av Hiv/Aids.[6]

- NOTHING ABOUT US WITHOUT US - INGET OM OSS UTAN OSS! Ett projekt som handlade om egenmakt - att själva få formulera behov, problem, etc. Enligt dem själva[7] fanns det 2014 en uppsjö av föreningar som kallade sig för brukarföreningar, utan att de som driver organisationerna har egen erfarenhet av frågorna de driver. Ett exempel var Socialstyrelsens brukarråd, där bland annat  Frälsningsarmen satt med utan någon egen erfarenhet av frågorna. Kampen liknar den som handikapprörelsen och homosexuella genomgick när de krävde sina rättigheter, och att svenska sexarbetare inte tillfrågas i utredningar om sexarbete.

De arbetade också för att motverka olika sorters vårdideologier och stigmatisering som narkotikaanvändare kan möta i vardagen.

## Arbete
SBF arbetade för att hjälpa människor som använder narkotika med stöd, överklaganden, anmälningar, att skaffa substitutionsbehandling (till exempel Metadon och Buprenorfin, Concerta, Ritalin och Revia), hävda sina patienträttigheter, och för att vården skulle se saker och ting från narkotikaanvändares perspektiv. Man skrev också debattartiklar, publicerade böcker och genomförde lobbyarbete.
Föreningen har varit remissinstans för Socialstyrelsen, Socialdepartementet, Regeringens Missbruksutredning, Läkemedelsverket och SKL. Föreningen representerades av Christina Paulsrud (tidigare ordförande i Stockholms Brukarförening) och Berne Stålenkrantz (ordförande, tillika en av grundarna av föreningen) i Missbruksutredningens referensgrupp under ledning av regeringens missbruksutredare Gerhard Larsson (ämbetsman). Referensgruppen var aktiv under hela utredningen. Föreningen var även representerad i Brukarrådet hos Socialstyrelsen. SBF samarbetade med Socialstyrelsen, SLL, Stockholms Beroendecentrum samt flera andra beroendecentrum runt om i landet samt Smittskyddsinstitutet. 
SBF samarbetade med flera europeiska organisationer som arbetade för mänskliga rättigheter för alla grupper – även för narkotikaanvändare (globalt) – och förespråkade skadereduktion. Föreningen var med och grundade European Harm Reduction Network (EuroHRN) och International Network of People who Use Drugs (INPUD). SBF var också medlem i  National Alliance of Methadone Advocates (NAMA) och Harm Reduction International (HRI). SBF:s ordförande Berne Stålenkrantz var tidigare vice ordförande i INPUD. Internationellt hette föreningen Swedish Drug Users Union.
Åren 2007 och 2008 talade man bland annat  inför FN:s konventionen om ekonomiska, sociala och kulturella rättigheter.
SBF arrangerade sedan 2008 varje år ett seminarium där man delade ut Brukarvänspriset. Mottagare inkluderar Lars Gunne (startade ett metadonprogram på Ulleråker 1966), Björn Fries, Malmö & Lunds Sprututbyte, Henrik Tham, Ted Goldberg, Socialstyrelsen och de vänsterpartistiska riksdagsledamöterna Alice Åström, Elina Linna, Eva Olofsson och Lena Olsson.